# Mostycka (stanice metra v Kyjevě)
Mostycka (ukrajinsky Мостицька) bude budoucí stanice kyjevského metra, která se otevře při prodloužení linky do stanice Prospekt Pravdy. Stanice se nachází na Syrecko-Pečerské lince mezi stanicemi Syrec a Prospekt Pravdy. Za stanicí by se měla stavět větev směrem do stanice Vynohradar. Stanice je pojmenovaná podle 2 kilometry vzdáleného sídliště.

## Historie
Projektová vizualice stanice byla zveřejněna v roce 2017. V roce 2018 se vybralo výběrové řízení na výstavbu stanice, které vyhrálo PJSC Kyjivmetrobud. 
V roce 2019 se začalo stavět. Celý úsek do stanice Prospekt Pravdy má být hloubený. V roce 2021 byla stanice Mostycka propojena se stanicí Syrec, ale po připojení se výstavba úseku zastavila.

## Charakteristika
Stanice bude jednolodní mělkého založení. Kolejová zeď bude zelená, kvůli zelené zóně nacházející se nedaleko stanice, a podlaha bude z žuly.